# KAS Eupen

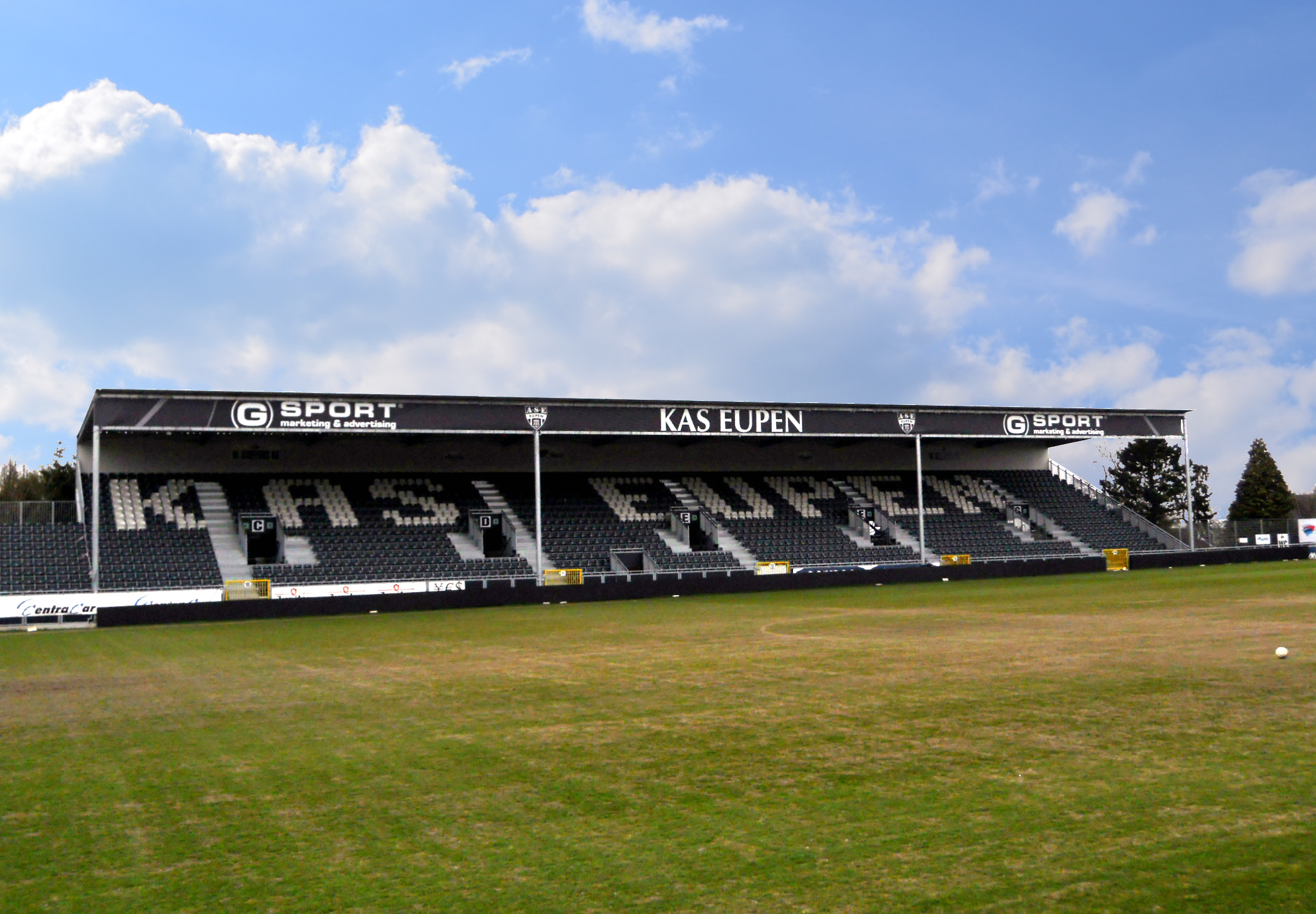
Tribune 3 in het Kehrwegstadion

KAS Eupen is een Belgische voetbalclub uit Eupen, een stad in de Duitstalige Gemeenschap (Oost-België). De vereniging speelt haar thuiswedstrijden in het Kehrwegstadion. De club is bij de KBVB aangesloten met stamnummer 4276 en heeft zwart en wit als kleuren, vandaar hun bijnaam de Panda's. Het is tot dusverre de enige Duitstalige ploeg die ooit op het hoogste Belgische voetbalniveau zou uitkomen.

## Geschiedenis
In 1908 werden in Eupen, dat toen nog tot Duitsland behoorde, de voetbalclubs Football Club Fortuna Eupen 1908 en Eupener Ballspielverein 1908 opgericht. In 1919 fuseerden beide clubs tot Verein Für Jugend und Volkspiele e.V. Eupen. Toen de stad Eupen Belgisch was geworden na het Verdrag van Versailles, sloot de club zich op 12 augustus 1920 aan bij de Belgische Voetbalbond, onder de naam La Jeunesse d'Eupen. Enkele maanden later, op 26 oktober, sloot een club met de naam Football Club Eupen 1920 zich bij de voetbalbond aan. Bij de invoering van de stamnummers, in 1926, werd aan La Jeunesse Eupen het nummer 108 toegekend, FC Eupen 1920 kreeg stamnummer 92.
In 1927 klom La Jeunesse Eupen voor het eerst op uit de regionale reeksen, tot in de nationale Bevorderingsreeksen, toen de Derde Klasse. De club bleef er tot het einde van de jaren 30 spelen.
Beide clubs fuseerden op 9 juli 1945 tot Alliance Sportive Eupen. In die periode moesten de oude stamnummers verdwijnen na een fusie. Stamnummers 92 en 108 werden bijgevolg geschrapt, en aan de fusieclub werd het nieuwe stamnummer 4276 toegekend. De club ging van start in de provinciale reeksen, maar bereikte al in 1951 voor een eerste maal de nationale Bevorderingsreeksen. Eupen zakte echter al na één seizoen. Tijdens de jaren 50 schommelde de club tussen Bevordering en de provinciale reeksen.
Aan het einde van de jaren 60 kende AS Eupen een sterke periode. In 1968 eindigde het, met evenveel punten als Witgoor Sport Dessel, bovenaan in zijn Bevorderingsreeks. Een testwedstrijd op het terrein van Stade Waremmien moest beslissen wie kampioen zou worden en promoveren. Dessel won na verlengingen met 2-1 en Eupen strandde op de tweede plaats. In 1969 pakte men dan toch de titel, het jaar nadien herhaalde de club die prestatie in Derde Klasse. Zo kon men in 1970 voor het eerst aantreden in de Tweede Klasse. In 1974 bereikte de club zelfs de eindronde in Tweede Klasse, maar eindigde er als laatste. Het seizoen erna verliep minder vlot, Eupen eindigde op een degradatieplaats en zakte weer naar Derde Klasse. Het volgende seizoen pakte Eupen de titel en keerde meteen terug naar Tweede Klasse, maar een jaar later zakte de club opnieuw, voor langere tijd deze keer. Tijdens de jaren 80 en 90 schommelde Eupen tussen Derde en Vierde klasse. In 1981 werd de officiële clubnaam overigens Duitstalig: Allgemeine Sportvereinigung Eupen. Door het 50-jarig bestaan in 1995 werd de naam Königliche Allgemeine Sportvereinigung Eupen (KAS Eupen).
In 2002 promoveerde Eupen opnieuw naar de Tweede Klasse. In het eerste seizoen na de terugkeer speelde de club meteen de eindronde, waarin het de tweede plaats veroverde.
Daarna voetbalde Eupen nog zeven jaar in Tweede Klasse, tot de club in het seizoen 2009/10 opnieuw een plaats in de eindronde kon afdwingen. De ploeg ontpopte zich tot de verrassing van deze nacompetitie. Na de overwinning tegen RAEC Mons, op 23 mei 2010, wist de club voor het eerst in zijn geschiedenis een plaats af te dwingen in de Eerste Klasse, als eerste club uit het Duitstalig landsgedeelte.
Vooraf had niemand rekening gehouden met de promotie naar de hoogste klasse. Het stadion van de club beschikte over een capaciteit van amper 6.000 toeschouwers en moest vanwege de strenge reglementering van de KBVB worden uitgebreid. In Eerste Klasse was immers een minimumcapaciteit van 8.000 plaatsen (waarvan 5.000 zitplaatsen) vereist. Ook veldverwarming werd geïnstalleerd en in het kader van de tv-uitzendingen werd de lichtsterkte opgedreven. Tijdens de eerste tien speeldagen van het seizoen speelde Eupen zijn thuiswedstrijden in het stadion van Sint-Truidense VV, tot het stadion aangepast was. Eupen kende een moeilijke start in Eerste Klasse. Trainer Dany Ost en zijn staf stapten op nadat de ploeg het seizoen met vijf opeenvolgende nederlagen was gestart en werd opgevolgd door de Italiaan Eziolino Capuano, een temperamentvolle Italiaan die voorheen ettelijke clubs had getraind in de lagere Italiaanse nationale reeksen. Na de achtste speeldag gaf ook Capuano de brui eraan. Op de elfde speeldag, in de eerste wedstrijd in het eigen vernieuwde stadion, haalde Eupen uiteindelijk de allereerste zege ooit op het hoogste niveau, toen de ploeg met 6-0 won van Sint-Truiden. Albert Cartier, die Capuano opvolgde, werd na de tweede wedstrijd in de play-downs tegen Sporting Charleroi ook ontslagen op 13/04/2011. Opnieuw werd Dany Ost aangetrokken om de overige wedstrijden in de play-downs af te werken. Eupen won de play-downs, maar sloot de daaropvolgende eindronde met tweedeklassers echter puntloos af en zakte zo na een seizoen weer naar Tweede Klasse.
Een Duitse investeerder kwam, maar dit zorgde voor een schuldenberg. De club kon bijna haar licentie niet halen, maar dan besliste oud-Standard-topman Luciano D'Onofrio om Eupen financieel te steunen.
In 2012 werd de club overgenomen door de Aspire Zone Foundation uit Qatar, met de bedoeling om talentvolle spelers uit de Aspire Academy in Eupen te stallen. Er kwam ook een volledig nieuwe, Spaanse technische staf.
In het seizoen 2013-14 streed Eupen tot de laatste speeldag voor de titel. De club verloor echter de beslissende titelmatch met 1-0 op het veld van KVC Westerlo. Twee seizoenen later nam Eupen beslag op de tweede plaats. Na een ellendige procedureslag bij het Belgisch Arbitragehof voor de Sport (BAS) kreeg kampioen White Star Brussel niet de nodige licentie om in het betaald voetbal te spelen en mocht Eupen ten koste van WS Brussel promoveren.
In het seizoen 2016/2017 haalde Eupen de halve finale van het Belgische bekertoernooi en wist de club zich voor het eerst te handhaven in de hoogste klasse. In Oost-België werd sindsdien eersteklassevoetbal gespeeld. 
Na 8 jaar op het hoogste niveau uit te komen van België degradeerde KAS Eupen rechtstreeks naar de Eerste Klasse B. In het seizoen 2023/2024 werd de laatste plaats behaald in de degradatieronde.

## Erelijst
Belgische derde klasse
winnaar (3): 1969/70, 1975/76, 2001/02

## Resultaten
| Seizoen | Klasse | Klasse | Klasse | Klasse | Klasse | Klasse | Reeks                                     | Punten                                    | Opmerkingen                                                                                                   |
|         | I      | I      | II     | III    | P.I    | P.II   |                                           |                                           | |
| ------- | ------ | ------ | ------ | ------ | ------ | ------ | ----------------------------------------- | ----------------------------------------- | --- |
| 1950/51 |        |        |        |        |        |        | Eerste Prov. Luik                         |                                           | |
| 1951/52 |        |        |        | 16     |        |        | Bevordering D                             | 18                                        | degradatie naar Provinciale (2 niveaus lager) door competitiehervorming en laatste plaats                     |
|         | I      | I      | II     | III    | IV     | P.I    | Vanaf 1952/53 zijn er 4 nationale niveaus | Vanaf 1952/53 zijn er 4 nationale niveaus | Vanaf 1952/53 zijn er 4 nationale niveaus                                                                     |
| 1952/53 |        |        |        |        |        |        | Eerste Prov. Luik                         |                                           | |
| 1953/54 |        |        |        |        |        |        | Eerste Prov. Luik                         |                                           | |
| 1954/55 |        |        |        |        |        |        | Eerste Prov. Luik                         |                                           | |
| 1955/56 |        |        |        |        |        |        | Eerste Prov. Luik                         |                                           | |
| 1956/57 |        |        |        |        | 13     |        | Vierde Klasse A                           | 24                                        | |
| 1957/58 |        |        |        |        | 14     |        | Vierde Klasse C                           | 25                                        | |
| 1958/59 |        |        |        |        |        |        | Eerste Prov. Luik                         |                                           | |
| 1959/60 |        |        |        |        |        |        | Eerste Prov. Luik                         |                                           | |
| 1960/61 |        |        |        |        |        |        | Eerste Prov. Luik                         |                                           | |
| 1961/62 |        |        |        |        | 5      |        | Vierde Klasse C                           | 33                                        | |
| 1962/63 |        |        |        |        | 5      |        | Vierde Klasse C                           | 36                                        | |
| 1963/64 |        |        |        |        | 6      |        | Vierde Klasse C                           | 30                                        | |
| 1964/65 |        |        |        |        | 9      |        | Vierde Klasse A                           | 28                                        | |
| 1965/66 |        |        |        |        | 6      |        | Vierde Klasse B                           | 36                                        | |
| 1966/67 |        |        |        |        | 8      |        | Vierde Klasse A                           | 31                                        | |
| 1967/68 |        |        |        |        | 2      |        | Vierde Klasse D                           | 42                                        | evenveel punten als Witgoor Sport Dessel, maar 2-1-verlies in testwedstrijd                                   |
| 1968/69 |        |        |        |        | 1      |        | Vierde Klasse D                           | 52                                        | |
| 1969/70 |        |        |        | 1      |        |        | Derde Klasse B                            | 40                                        | |
| 1970/71 |        |        | 12     |        |        |        | Tweede Klasse                             | 23                                        | |
| 1971/72 |        |        | 10     |        |        |        | Tweede Klasse                             | 28                                        | |
| 1972/73 |        |        | 13     |        |        |        | Tweede Klasse                             | 25                                        | |
| 1973/74 |        |        | 4      |        |        |        | Tweede Klasse                             | 34                                        | vierde in eindronde met Lierse SV, KFC Winterslag en Sint-Truidense VV                                        |
| 1974/75 |        |        | 14     |        |        |        | Tweede Klasse                             | 23                                        | |
| 1975/76 |        |        |        | 1      |        |        | Derde Klasse B                            | 43                                        | |
| 1976/77 |        |        | 16     |        |        |        | Tweede Klasse                             | 15                                        | |
| 1977/78 |        |        |        | 9      |        |        | Derde Klasse A                            | 30                                        | |
| 1978/79 |        |        |        | 14     |        |        | Derde Klasse B                            | 25                                        | |
| 1979/80 |        |        |        | 14     |        |        | Derde Klasse B                            | 25                                        | |
| 1980/81 |        |        |        | 16     |        |        | Derde Klasse B                            | 11                                        | |
| 1981/82 |        |        |        |        | 7      |        | Vierde Klasse D                           | 30                                        | |
| 1982/83 |        |        |        |        | 4      |        | Vierde Klasse C                           | 38                                        | |
| 1983/84 |        |        |        |        | 1      |        | Vierde Klasse C                           | 41                                        | |
| 1984/85 |        |        |        | 10     |        |        | Derde Klasse B                            | 28                                        | |
| 1985/86 |        |        |        | 14     |        |        | Derde Klasse B                            | 23                                        | |
| 1986/87 |        |        |        | 13     |        |        | Derde Klasse B                            | 26                                        | |
| 1987/88 |        |        |        | 15     |        |        | Derde Klasse B                            | 19                                        | |
| 1988/89 |        |        |        |        | 11     |        | Vierde Klasse C                           | 29                                        | |
| 1989/90 |        |        |        |        | 12     |        | Vierde Klasse C                           | 27                                        | |
| 1990/91 |        |        |        |        | 12     |        | Vierde Klasse D                           | 27                                        | |
| 1991/92 |        |        |        |        | 12     |        | Vierde Klasse C                           | 26                                        | |
| 1992/93 |        |        |        |        | 3      |        | Vierde Klasse D                           | 41                                        | |
| 1993/94 |        |        |        |        | 5      |        | Vierde Klasse C                           | 36                                        | verlies in eindronde tegen Excelsior SC Virton                                                                |
| 1994/95 |        |        |        |        | 2      |        | Vierde Klasse D                           | 42                                        | winst in eindronde tegen KFC Strombeek, KFC Eendracht Zele en KFC Avenir Lembeek                              |
| 1995/96 |        |        |        | 13     |        |        | Derde Klasse B                            | 35                                        | |
| 1996/97 |        |        |        | 11     |        |        | Derde Klasse B                            | 36                                        | |
| 1997/98 |        |        |        | 10     |        |        | Derde Klasse B                            | 43                                        | |
| 1998/99 |        |        |        | 3      |        |        | Derde Klasse B                            | 55                                        | verlies in eindronde van FC Eendracht Hekelgem, na winst tegen UR Namur                                       |
| 1999/00 |        |        |        | 12     |        |        | Derde Klasse B                            | 34                                        | |
| 2000/01 |        |        |        | 5      |        |        | Derde Klasse B                            | 51                                        | |
| 2001/02 |        |        |        | 1      |        |        | Derde Klasse B                            | 66                                        | |
| 2002/03 |        |        | 2      |        |        |        | Tweede Klasse                             | 64                                        | vierde plaats in eindronde met K. Heusden-Zolder, SV Zulte-Waregem en FC Denderleeuw EH                       |
| 2003/04 |        |        | 14     |        |        |        | Tweede Klasse                             | 37                                        | |
| 2004/05 |        |        | 13     |        |        |        | Tweede Klasse                             | 41                                        | |
| 2005/06 |        |        | 8      |        |        |        | Tweede Klasse                             | 44                                        | |
| 2006/07 |        |        | 7      |        |        |        | Tweede Klasse                             | 48                                        | |
| 2007/08 |        |        | 13     |        |        |        | Tweede Klasse                             | 45                                        | |
| 2008/09 |        |        | 14     |        |        |        | Tweede Klasse                             | 43                                        | |
| 2009/10 |        |        | 4      |        |        |        | Tweede Klasse                             | 60                                        | promotie na winst in eindronde met KSV Roeselare, RAEC Mons en KVSK United                                    |
| 2010/11 | 15     | 15     |        |        |        |        | Eerste Klasse                             | 23                                        | winst in play-downs tegen Sporting Charleroi; laatste plaats in eindronde met tweedeklassers                  |
| 2011/12 |        |        | 3      |        |        |        | Tweede Klasse                             | 68                                        | tweede plaats in eindronde na Waasland-Beveren                                                                |
| 2012/13 |        |        | 9      |        |        |        | Tweede Klasse                             | 46                                        | |
| 2013/14 |        |        | 2      |        |        |        | Tweede Klasse                             | 74                                        | tweede plaats in eindronde met Royal Mouscron-Péruwelz, Sint-Truidense VV en OH Leuven                        |
| 2014/15 |        |        | 3      |        |        |        | Tweede Klasse                             | 67                                        | tweede plaats in eindronde met OH Leuven, Lierse SK en Lommel United                                          |
| 2015/16 |        |        | 2      |        |        |        | Tweede Klasse                             | 62                                        | promotie naar 'Betaald Voetbal 1A' omdat kampioen White Star Brussel geen licentie krijgt                     |
|         | 1A     | 1B     | 1Am    | 2Am    | 3Am    | P.I    |                                           |                                           | Vanaf 2016-17 zijn er 3 nationale niveaus en 2 regionale niveaus.                                             |
| 2016/17 | 13     |        |        |        |        |        | Eerste Klasse A                           | 30                                        | |
| 2017/18 | 15     |        |        |        |        |        | Eerste Klasse A                           | 27                                        | |
| 2018/19 | 12     |        |        |        |        |        | Eerste Klasse A                           | 32                                        | |
| 2019/20 | 13     |        |        |        |        |        | Eerste Klasse A                           | 30                                        | competitie beëindigd na 29 speeldagen wegens de coronacrisis; toen stond Eupen op de 13e plaats met 30 punten |
| 2020/21 | 12     |        |        |        |        |        | Eerste Klasse A                           | 43                                        | |
| 2021/22 | 15     |        |        |        |        |        | Eerste Klasse A                           | 32                                        | |
| 2022/23 | 15     |        |        |        |        |        | Eerste Klasse A                           | 28                                        | |
| 2023/24 | 16     |        |        |        |        |        | Eerste Klasse A                           | 28                                        | Rechtstreekse degradatie naar Eerste klasse B                                                                 |
| 2024/25 |        | 10     |        |        |        |        | Eerste Klasse B                           | 30                                        | |

## Selectie 2023/24
| No.           | Naam                  | Nationaliteit    | Geb.datum  | Vorige club         |
| ------------- | --------------------- | ---------------- | ---------- | ------------------- |
| Keepers       |                       |                  |            |                     |
| 24            | Gabriel Slonina       | Verenigde Staten | 15/05/2004 | Chelsea FC          |
| 31            | Garissone Innocent    | Haïti            | 16/04/2000 | Paris Saint-Germain |
| 33            | Abdul Nurudeen        | Ghana            | 08/02/1999 | Aspire Academy      |
| 99            | Tom Roufosse          | België           | 28/03/2001 | Eigen Jeugd         |
| Verdedigers   |                       |                  |            |                     |
| 2             | Yentl Van Genechten   | België           | 18/08/2000 | KRC Genk            |
| 4             | Victor Pálsson        | IJsland          | 30/04/1991 | D.C. United         |
| 21            | Jan Král              | Tsjechië         | 05/04/1999 | Hradec Králové      |
| 25            | Alekandr Filin        | Rusland          | 25/06/1996 | FK Khimki           |
| 28            | Rune Paeshuyse        | België           | 28/03/2002 | KV Mechelen         |
| 30            | Jan Gorenc            | Slovenië         | 26/07/1999 | NŠ Mura             |
| 34            | Lorenzo Youndje       | België           | 12/04/2005 | Eigen jeugd         |
| 35            | Boris Lambert         | België           | 10/04/2000 | Eigen jeugd         |
| 36            | Luca Chavet           | België           | 29/10/2004 | Eigen jeugd         |
| 39            | Corneille Ngangala    | België           | 11/01/2004 | Eigen jeugd         |
| Middenvelders |                       |                  |            |                     |
| 3             | Jason Davidson        | Australië        | 29/06/1991 | Melbourne Victory   |
| 6             | Brandon Baiye         | België           | 27/12/2000 | Clermont Foot       |
| 7             | Isaac Nuhu            | Ghana            | 22/06/2002 | Aspire Senegal      |
| 8             | Kevin Möhwald         | Duitsland        | 03/07/1993 | Union Berlin        |
| 14            | Jérôme Deom           | België           | 19/04/1999 | MVV Maastricht      |
| 15            | Gary Magnée           | België           | 12/10/1999 | Eigen Jeugd         |
| 17            | Nathan Bitumazala     | Frankrijk        | 10/12/2002 | Paris Saint-Germain |
| 18            | Amadou Keita          | Guinee           | 28/10/2001 | Eigen Jeugd         |
| 19            | Miloš Pantović        | Servië           | 07/07/1996 | Union Berlin        |
| 23            | Isaac Christie-Davies | Engeland         | 18/10/1997 | Barnsley FC         |
| 29            | Teddy Alloh           | Frankrijk        | 23/01/2002 | Paris Saint-Germain |
| Aanvallers    |                       |                  |            |                     |
| 10            | Regan Charles-Cook    | Engeland         | 14/02/1997 | Ross County FC      |
| 17            | Bartosz Białek        | Polen            | 11/11/2001 | VfL Wolfsburg       |
| 27            | Alfreð Finnbogason    | IJsland          | 01/02/1989 | Lyngby BK           |

## Trainers
De huidige technische staf bestaat uit:
| Functie         | Naam                | Nationaliteit |
| --------------- | ------------------- | ------------- |
| Hoofdcoach      | Raphaël Fèvre       | Frankrijk     |
| Assistent-coach | Kristoffer Andersen | België        |
| Assistent-coach | Nicolas Collubry    | België        |
| Keepertrainer   | Alexander Kynaß     | Duitsland     |
| Conditietrainer | Yanni Egyptien      | België        |

## Bekende (ex-)spelers
| - Kristoffer Andersen - Mohamed Dahmane - Jason Davidson - Diawandou Diagne - Didier Ernst - Rachid Farssi - Guillaume Gillet - Michaël Goossens - Marc Hendrikx - Jean-Marie Houben - Hendrik Van Crombrugge |  | - Mbaye Leye - Mijat Marić - Danijel Milićević - Henry Onyekuru - Mustapha Oussalah - Frédéric Pierre - Christian Santos - Jeffrén Suárez - Moussa Wagué - Mamadou Sylla Diallo - Kevin Vandenbergh - Ervin Zukanović |